# Kotosaari (ö i Kymmenedalen, Kouvola, lat 61,10, long 26,70)
Kotosaari är en ö i sjön Siikajärvi och i kommunen Kouvola i landskapet Kymmenedalen, i den södra delen av landet, 140 km nordost om huvudstaden Helsingfors. Öns area är 3 hektar.